# Камно (Толмин)
Камно (словен. Kamno) — поселення в общині Толмин, Регіон Горишка, Словенія. Висота над рівнем моря: 203,3 м. Розміщене на лівому березі річки Соча.